# Gloria Stuart

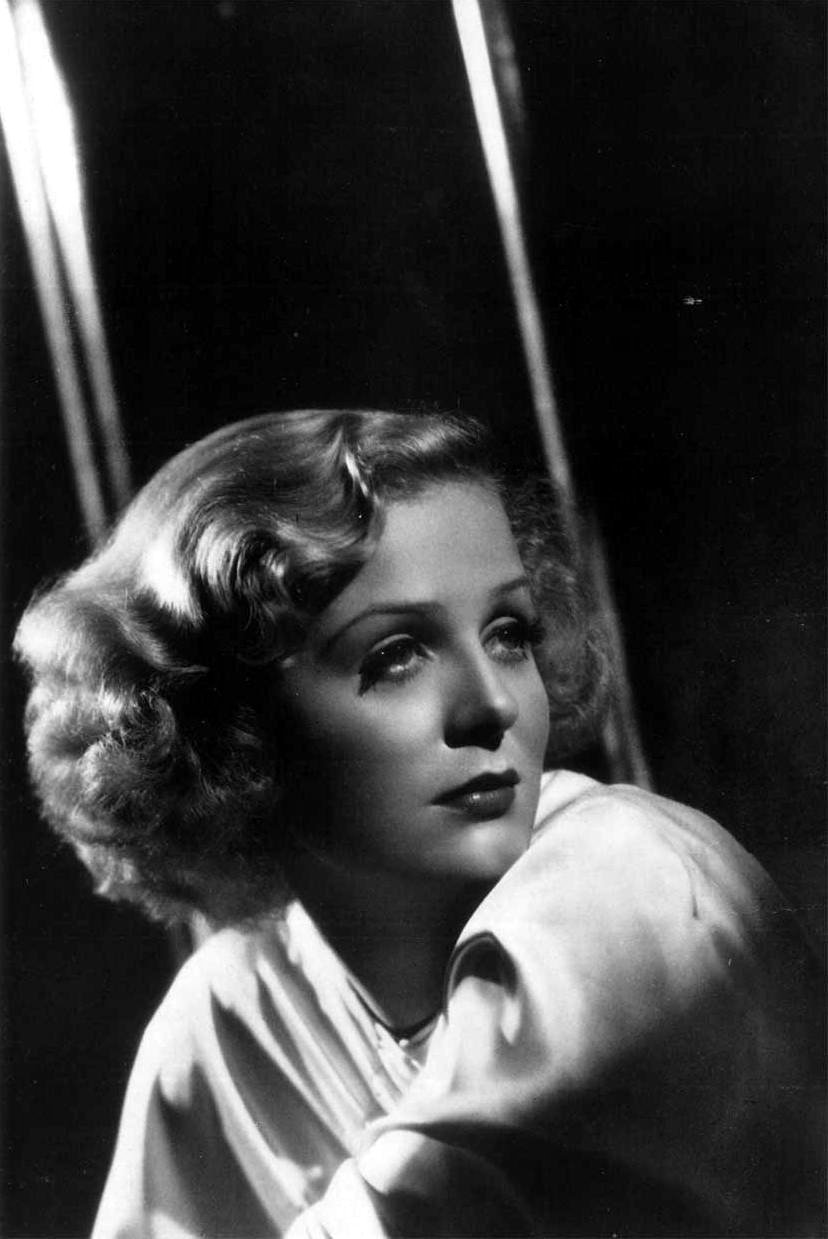
Gloria Stuart, 1937

Gloria Frances Stuart (* 4. Juli 1910 in Santa Monica, Kalifornien; † 26. September 2010 in Los Angeles, Kalifornien) war eine US-amerikanische Schauspielerin und Malerin. In den 1930er-Jahren hatte sie kleinere Erfolge mit Filmen wie Der Unsichtbare und Der Gefangene der Haifischinsel, ehe sie sich aus dem Filmgeschäft zurückzog. Ein großes Comeback feierte sie 1997 als Darstellerin der alten Rose in dem Film Titanic von James Cameron. Für ihre Leistung erhielt sie eine Oscar-Nominierung als beste Nebendarstellerin und gewann einen Screen Actors Guild Award, den ersten großen Preis ihrer Karriere.

## Leben

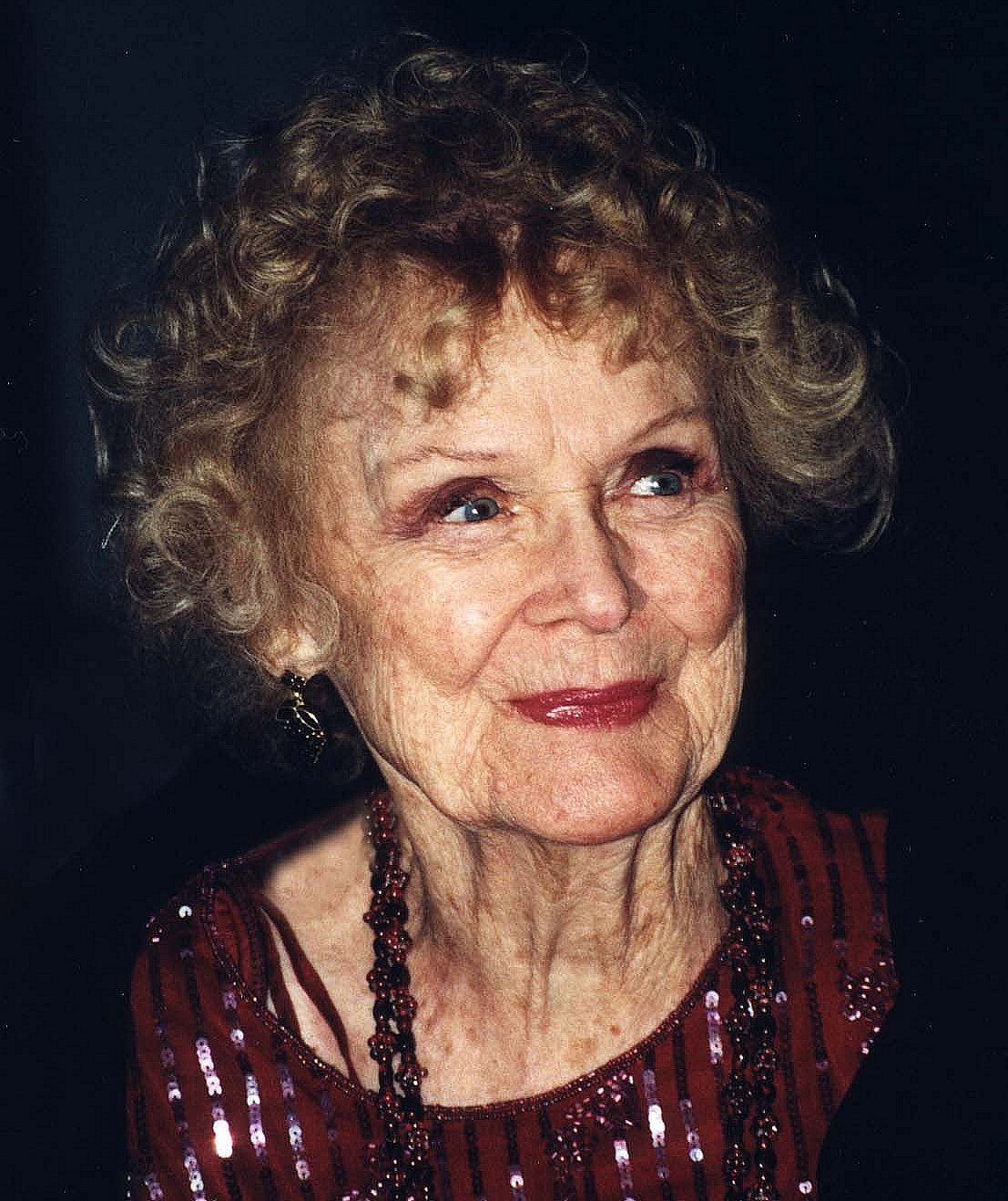
Gloria Stuart, 2000

Bereits an ihrer Schule, der Santa Monica High School, spielte Gloria Stuart Theater. Nach ihrem Schulabschluss war sie bei diversen kleinen Theaterproduktionen beschäftigt. Das große Filmstudio Universal wurde auf die blonde Schauspielerin aufmerksam. 1932 gab sie ihr Filmdebüt und schon im selben Jahr wurde sie unter die WAMPAS Baby Stars des Jahres gewählt. Man plante eine große Karriere mit ihr. Sie spielte in James Whales Horrorkomödie Das Haus des Grauens gleich eine große Nebenrolle an der Seite von Boris Karloff. Whale setzte sie auch ein Jahr später in dem Horrorklassiker Der Unsichtbare als Geliebte eines verrückten Wissenschaftlers (Claude Rains) ein. Nach einigen Filmen wurde sie allerdings mehr und mehr in den Hintergrund gedrängt und landete bei unbedeutenden Produktionen. Wegen einer Erkrankung verpasste sie 1935 die Rolle der Hermia in Max Reinhardts Ein Sommernachtstraum und Olivia de Havilland, später eine gute Freundin Stuarts, übernahm stattdessen die Rolle.
Letzte Erfolge feierte Stuart Mitte der 1930er-Jahre mit Die Goldgräber von 1935 und Der Gefangene der Haifischinsel, der Sprung in die erste Reihe der Hollywood-Stars sollte ihr allerdings nicht gelingen. Ende der 1930er-Jahre zog sie sich an das Theater zurück. Einige Jahre später wechselte sie zu 20th Century Fox und drehte dort noch einige Filme, die allerdings auch weniger beachtet blieben. So beschloss Stuart Mitte der 1940er-Jahre, wieder zurück zum Theater zu gehen. Sie spielte mit Erfolg in einem Ein-Personen-Stück, das sie zu Gastspielen auch nach Italien und Österreich führte. Nach und nach wandte sie sich von der Schauspielerei ab und machte sich als bildende Künstlerin, Malerin und Zeichnerin einen gewissen Namen. Viele ihrer Werke wurden in die Sammlungen des Los Angeles County Museum of Art und des Metropolitan Museum of Art aufgenommen.
1934 heiratete Stuart in zweiter Ehe den Drehbuchautor Arthur Sheekman. Aus dieser Verbindung stammt ihre Tochter Sylvia. 1978 starb ihr Mann an seiner Alzheimer-Erkrankung. In den 1970er-Jahren wirkte sie wieder vermehrt in Filmen – vornehmlich Fernsehproduktionen – mit.
1997 wurde Stuart als alte Rose für die Verfilmung des Untergangs der Titanic engagiert. Für diese Rolle erhielt sie eine Oscar-Nominierung als beste Nebendarstellerin. Mit dieser Nominierung schrieb sie gleich doppelt Oscar-Geschichte: Erstens war sie die älteste Schauspielerin, die bis zum damaligen Zeitpunkt jemals nominiert worden war (sie war bereits 87 Jahre alt), und zweitens wurden erstmals zwei Schauspielerinnen für eine und dieselbe Rolle in einem Film in zwei unterschiedlichen Kategorien nominiert. Kate Winslet war für ihre Rolle der jungen Rose ebenfalls nominiert, allerdings in der Kategorie beste Hauptdarstellerin.
1998 wirkte sie in einem Musikvideo der Band Hanson mit. Ihre letzte Rolle spielte sie 2004 in Land of Plenty unter Regie von Wim Wenders. Am 26. September 2010 starb Gloria Stuart im Alter von 100 Jahren in ihrem Haus in West Los Angeles an den Folgen einer Lungenentzündung.

## Filmografie
- 1932: The Cohens and Kellys in Hollywood
- 1932: Street of Women
- 1932: Back Street
- 1932: The All-American
- 1932: The Old Dark House
- 1932: Air Mail
- 1933: Laughter in Hell
- 1933: Sweepings
- 1933: Private Jones
- 1933: The Kiss Before the Mirror
- 1933: The Girl in 419
- 1933: It’s Great to Be Alive
- 1933: Secret of the Blue Room
- 1933: Der Unsichtbare (The Invisible Man)
- 1933: Roman Scandals
- 1934: Beloved
- 1934: I Like It That Way
- 1934: I’ll Tell the World
- 1934: The Love Captive
- 1934: Dickschädel (Here Comes the Navy)
- 1934: Gift of Gab
- 1935: Maybe It’s Love
- 1935: Die Goldgräber von 1935 (Gold Diggers of 1935)
- 1935: Laddie
- 1935: Professional Soldier
- 1936: Der Gefangene der Haifischinsel (The Prisoner of Shark Island)
- 1936: Poor Little Rich Girl
- 1936: The Crime of Dr. Forbes
- 1936: 36 Hours to Kill
- 1936: The Girl on the Front Page
- 1936: Wanted! Jane Turner
- 1937: Girl Overboard
- 1937: The Lady Escapes
- 1937: Life Begins in College
- 1938: Change of Heart
- 1938: Shirley auf Welle 303 (Rebecca of Sunnybrook Farm)
- 1938: Island in the Sky
- 1938: Keep Smiling
- 1938: Time Out for Murder
- 1938: The Lady Objects
- 1939: The Three Musketeers
- 1939: Winner Take All
- 1939: It Could Happen to You
- 1943: Here Comes Elmer
- 1944: Der Whistler (The Whistler)
- 1944: Enemy of Women
- 1946: She Wrote the Book
- 1975: Lizzie Bordens blutiges Geheimnis (The Legend of Lizzie Borden, Fernsehfilm)
- 1975: Das Geheimnis der Queen Anne (Adventures of the Queen, Fernsehfilm)
- 1975: Die Waltons (The Waltons, Fernsehserie, Folge 3x23 Die zweite Hochzeit)
- 1975: Am Abgrund des Todes (The Lives of Jenny Dolan, Fernsehfilm)
- 1976: Bronk (Fernsehserie, Folge 1x20)
- 1976: Die Flut bricht los (Flood) (Fernsehfilm)
- 1977: Lyrick Studios (In the Glitter Palace, Fernsehfilm)
- 1978: Battered (Fernsehfilm)
- 1979: The Incredible Journey of Doctor Meg Laurel (Fernsehfilm)
- 1979: The Best Place to Be (Fernsehfilm)
- 1979: Die zwei Welten der Jenny Logan (The Two Worlds of Jennie Logan, Fernsehfilm)
- 1980: Fun and Games (Fernsehfilm)
- 1980: Enos (Fernsehserie, Folge 1x05)
- 1981: Die Macht der Gewalt (The Violation of Sarah McDavid, Fernsehfilm)
- 1981: Merlene of the Movies (Fernsehfilm)
- 1982: Ein Draufgänger in New York (My Favorite Year)
- 1983: Ein Fall für Professor Chase (Manimal, Fernsehserie, Folge 1x04)
- 1984: Die Auseinandersetzung (Mass Appeal)
- 1985: There Were Times, Dear (Fernsehfilm)
- 1986: American Wildcats (Wildcats)
- 1987: Mord ist ihr Hobby (Murder, She Wrote, Fernsehserie, Folge 3x21)
- 1988: Flug ohne Rückkehr (Shootdown, Fernsehfilm)
- 1989: Mörderischer Trieb (She Knows Too Much, Fernsehfilm)
- 1997: Titanic
- 1998: Hanson: River (Musikvideo)
- 1999: Der Liebesbrief (The Love Letter)
- 2000: The Million Dollar Hotel
- 2000: Spionin auf Urlaub (My Mother, the Spy, Fernsehfilm)
- 2001: Mord ist ihr Hobby – Der letzte freie Mann (Murder, She Wrote: The Last Free Man, Fernsehfilm)
- 2001: Invisible Man – Der Unsichtbare (The Invisible Man, Fernsehserie, Folge 2x14)
- 2001: Ein Hauch von Himmel (Touched by an Angel, Fernsehserie, Folge 8x03)
- 2002–2003: General Hospital (Fernsehserie, 2 Folgen)
- 2003: Miracles (Fernsehserie, Folge 1x04)
- 2004: Land of Plenty

## Auszeichnungen
- 1998: Oscar-Nominierung als beste Nebendarstellerin für Titanic
- 1998: Golden-Globe-Nominierung als beste Nebendarstellerin für Titanic
- seit 2000: Stern auf dem Hollywood Walk of Fame